# Густафссон, Бенгт
Бенгт Густафссон (швед. Sten Bengt Gustaf Gustafsson; 2 декабря 1933 года, Хястведа, Швеция — 15 марта 2019 года, Стокгольм, Швеция) — шведский военачальник, Верховный Главнокомандующий шведскими вооружёнными силами (1986—1994 год).

## Биография
Бенгт родился 2 декабря 1933 года в небольшом городке Хястведа (коммуна Гесслегольм, лен Сконе, Швеция) в семье радиотехника Густава Свенсона и его жены Фриды (Люнделл). Ранние интересы Густафссона включали футбол, гандбол, шахматы, бридж, бег и прыжки в высоту. В начальной школе ему не очень нравилось учится, но весной 1950 года он окончил школу и до рождества работал на автозаправке. Затем Густафссон работал в агентстве социального страхования, но считал работу однообразной. С детства он мечтал стать пилотом самолёта или инженером, поэтому он пошёл на частные курсы по практической математики, аэродинамики, аэронавтики, авиационным двигателям и материалам.
В 1951 году он начал службу в ВВС Швеции в звании летчик-сержант. Но не смог пройти экзамен по лётной практике. В 1957 году он женился на Ингере Густафссоне. В 1959 году он закончил Королевский военный колледж шведской армии и стал офицером Норрботтенского инженерного батальона, который располагался в Буден. В 1961 году Густафссону присвоено звание лейтенант. В 1966 году он учился в Шведском университете обороны, а в следующем году получил звание капитан. С 1966 по 1979 года он служил офицером в  Генеральном штабе армии и в штабе обороны. С 1970 по 1973 год был директором Управления гражданской обороны Швеции.
Густафссон учился в Шведском университете обороны в 1971 и в 1982 году. В 1972 году он получил звание майор, а в 1974 году подполковника. Густафссон был назначен командиром батальона в Элвсборг полку. В 1979 году получил звание полковник и в 1981 году был назначен командиром Инженерного корпуса Свеа. С 1982 по 1984 год  был постоянным секретарем в Министерстве обороны Швеции. В 1984 году Густафссон получил звание генерал-лейтенант и был назначен командующим Верхним норрландским военным округом, которым командовал до 1986 года. В 1986 году он был повышен до звания полный генерал и занимает должность Главнокомандующего Шведскими Вооруженными Силами. При Густафссона продолжалась охота на подводные лодки в территориальных водах Швеции, а затем участие в падении Берлинской стены и роспуске организации Варшавского договора.
В 1994 году Густафссон ушёл в отставку. 15 марта 2019 года он умер в Стокгольме.

## Достижения и награды
В 1979 году Густафссон стал членом Королевской академии военных наук Швеции. В 1990 году Густафссон стал почетным членом Королевского общества военно-морских наук Швеции. В 1982 году Густафссон стал членом совета директоров Ассоциации всеобщей обороны (Allmänna försvarsföreningen), в 1983 году Swedair, а в 1984 году Национального совета добровольных военных учений Швеции (Överstyrelsen för frivillig befälsutbildning).
В 1992 году Бенгт был награждён Медалью Его Величества Короля 12-го размера, на золотой цепочке.
В 2005 году Бенгт был награждён эстонским орденом Орлиного креста 1 степени.

## Творчество
Бенгт Густафссон автор:
- Gustafsson, Bengt (2010). Sanningen om ubåtsfrågan: ett försök till analys. Försvaret och det kalla kriget (FOKK), 1652-5388 ; 23 (in Swedish). Stockholm: Santérus.
- Gustafsson, Bengt (2007). Det sovjetiska hotet mot Sverige under det kalla kriget. Publikation / Försvaret och det kalla kriget (FOKK), 1652-5388 ; 12 (in Swedish) (1st ed.). Stockholm: Försvarshögskolan.
- Gustafsson, Bengt (2006). Det "kalla kriget": några reflexioner. Publikation / Försvaret och det kalla kriget (FOKK), 1652-5388 ; 9 (in Swedish). Stockholm: Försvarshögskolan.
- Gustafsson, Bengt (1994). Åtta år av förändring (in Swedish). Stockholm: Informationsavd., Försvarsmakten.

## Примечание
1. 1 2  402 (Vem är det : Svensk biografisk handbok / 1993) (швед.). runeberg.org. Дата обращения: 31 января 2020. Архивировано 26 марта 2019 года.
2. ↑  Кристоферсон, Lars; Regefalk, Egon (1994). "Flygvapnets huvudjägare до 50 лет" Архивная копия от 23 ноября 2018 на Wayback Machine . Flygvapennytt (на шведском языке). Стокгольм: Flygstaben (4): 14–15.
3. ↑  Försvarsmakten. Alla våra överbefälhavare (швед.). Försvarsmakten. Дата обращения: 31 января 2020. Архивировано 31 января 2020 года.
4. 1 2  Kjellander, Rune (1996). Kungl Krigsvetenskapsakademien: Svenska krigsmanna sällskapet (till 1805), Kungl Krigsvetenskapsakademien : biografisk matrikel med porträttgalleri 1796-1995 (in Swedish). Stockholm: Akad. p. 186.
5. ↑  TT (16 марта 2019). ÖB: "Bengt Gustafsson var en personlig vän". Svenska Dagbladet. Архивировано 24 марта 2019. Дата обращения: 31 января 2020.
6. ↑  Kjellander, Rune (2007). Svenska marinens högre chefer 1700–2005. Chefsbiografier och befattningsöversikter (in Swedish). Stockholm: Probus. p. 242.
7. ↑  403 (Vem är det : Svensk biografisk handbok / 1985) (швед.). runeberg.org. Дата обращения: 31 января 2020. Архивировано 31 января 2020 года.
8. ↑  Sök - Medalj - Sveriges Kungahus (швед.). www.kungahuset.se. Дата обращения: 31 января 2020. Архивировано 30 декабря 2017 года.
9. ↑  Bengt Gustafsson. Teenetemärkide kavalerid